# Осипчук Ольга Степанівна
Ольга Степанівна Осипчук, до шлюбу — Бондар (26 серпня 1928 , невідомо ) — українська колгоспниця, ланкова колгоспу імені 131-го Таращанського полку Довбиського району Житомирської області, Герой Соціалістичної Праці (1950).

## Біографія
Працювала Ольга Осипчук ланковою з вирощування льону-довгунця у колгоспі імені 131-го Таращанського полку (пізніше ім. Леніна) села Великий Луг, Червоноармійського району Житомирської області.

### Родина
Чоловік — Іван Максимович, у сім'ї народила п'ятеро дітей: доньки Рая, Олена, Марія, Зоя та син Микола. Мала 11 онуків та 2 правнуки.

## Нагороди
- Герой Соціалістичної Праці — указом Президії Верховної Ради СРСР від 7 червня 1950 року
- Орден Леніна